# Мазуров, Алексей Борисович

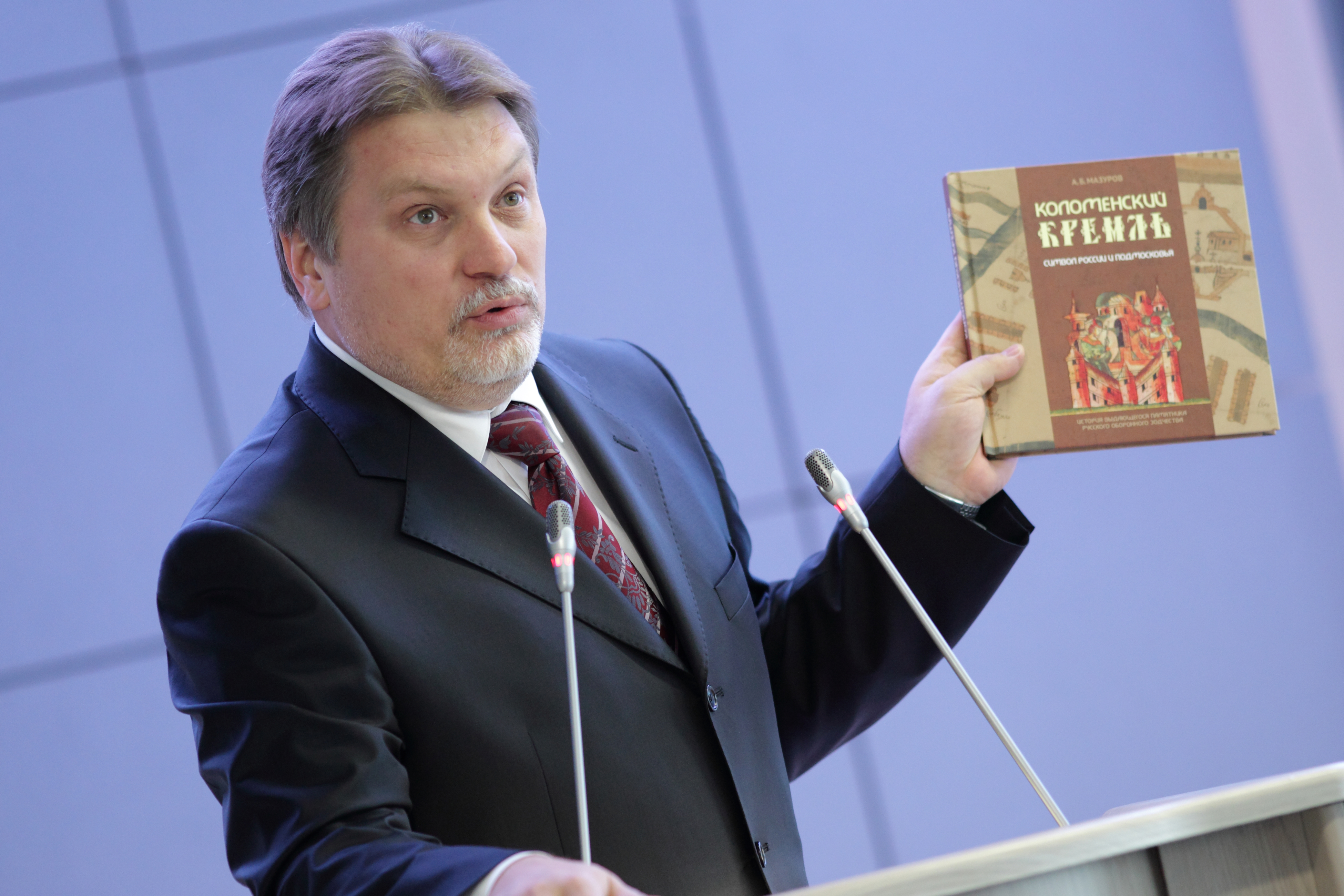
Выступает с трибуны Коломенской духовной семинарии ректор МГОСГИ профессор А. Б. Мазуров (2015 год)

Алексей Борисович Ма́зуров (29 марта 1970 — 8 апреля 2024) — российский археолог, ректор Свято-Филаретовского института (c 2020), ректор Государственного социально-гуманитарного университета (2004—2019), доктор исторических наук, профессор, депутат Московской областной думы 5 созыва (2011—2016) и 6 созыва (2016—2021). Специалист по истории и археологии средневековой Руси, автор более 130 научных работ. Эксперт Российского гуманитарного научного фонда.

## Биография
В 1992 году окончил исторический факультет Коломенского педагогического института, в 1996 году — аспирантуру исторического факультета МГУ имени М. В. Ломоносова. В 1989—1991 гг. — директор народного музея г. Воскресенска.
С 1992 года работал в Коломенском педагогическом институте (ныне — Московский государственный областной социально-гуманитарный институт) на должностях ассистента, старшего преподавателя, доцента, профессора. В 2000—2002 годах — первый проректор института; одновременно в 1991—2000 — руководитель, а в 2000 году — главный специалист Археологической службы г. Коломны; в 2002—2004 годах — профессор Коломенской семинарии. С 2004 года — ректор института. В 2005 году присвоено звание «Ректор года».
26 июля 2010 года включён в состав Патриаршего совета по культуре.
15 января 2020 года был назначен на должность ректора Свято-Филаретовского православно-христианского института (в 2021 году название укорочено до «Свято-Филаретовский институт»).
Скончался 8 апреля 2024 года после продолжительной болезни в возрасте 54 лет.

## Награды
Награждён нагрудными знаками Министерства образования и науки Российской Федерации: «За развитие научно-исследовательской деятельности студентов», «Почётный работник высшего профессионального образования Российской Федерации»; дважды знаком губернатора Московской области «Благодарю», Знаком Преподобного Сергия Радонежского; серебряным знаком Общественной палаты Центрального федерального округа России «Признание Центральной России»; почётным знаком Международного гуманитарного научного фонда «Знание».
Удостоен золотой медали Российской академии наук с премией для молодых учёных; лауреат Макарьевской премии, премии губернатора Московской области в сфере образования, всероссийского конкурса «За нравственный подвиг учителя». Победитель конкурса Фонда развития отечественного образования и Российской академии образования на лучшую вузовскую книгу в области гуманитарных наук.
Имеет награды Русской православной церкви за заслуги в деле просвещения: ордена Святителя Иннокентия, митрополита Московского и Коломенского III и II степеней. Почётный гражданин Коломны.

## Депутатская деятельность
4 декабря 2011 года избран депутатом Московской областной думы по Коломенскому одномандатному избирательному округу № 6.

Член Комитета по вопросам образования и культуры. Член партийной фракции «Единая Россия».

## Публикации
- Итоги Археологических работ 1990 года в Коломенском кремле // Археология Верхнего Поволжья. Материалы к своду памятников истории и культуры РСФСР. — Нижний Новгород, 1991. — С. 122—137.
- К вопросу о локализации некоторых населенных пунктов духовной грамоты Ивана Калиты // Памятники истории и культуры Верхнего Поволжья: Материалы II региональной научной конференции «Проблемы исследования памятников истории и культуры Верхнего Поволжья». — Нижний Новгород, 1991. — С. 386—394.
- К истории управления московскими землями в XIV—XV вв. (о термине «уезд» московских источников) // История сел и деревень Подмосковья XIV—XX вв. Вып. 1. — М., 1992. — С. 5-11.
- О дате основания Коломенской епархии // Памятники истории, культуры и природы Европейской России: Тезисы докладов IV научной конференции «Проблемы исследования памятников истории, культуры и природы Европейской России». Нижний Новгород, 1993. — С. 113—114.
- Утверждались ли духовные грамоты Ивана Калиты в Орде? // Вопросы истории. 1995. — № 9. — С. 143—153.
- Когда была основана Коломенская епархия? // Вестник МГУ. Сер. 8. История. 1996. — № 4. — С. 44-53.
- Археологическое изучение Коломны: основные итоги и перспективы // Славянский средневековый город. — М., 1997 (Труды VI Международного конгресса славянской археологии, Новгород, 26-31 августа 1996 г. Т.2).
- О датировке сражения русских дружин с монголо-татарами под Коломной зимой 1237—1238 гг. // Археологические памятник и Среднего Поочья. Сборник научных трудов. — Рязань, 1997. — С. 137—141.
- Основные итоги археологического изучения Коломны // Российская археология. 1998. — № 1. — С. 91-106.
- Епископы Коломны середины XIV — начала XVI веков // Церковная археология. Вып. 4. (Материалы II Всероссийской церковно-археологической конференции). — СПб., 1998. — С. 185—189.
- О причинах чеканки монет в Коломне в начале XV в. // Нумизматический сборник. Вып.13: Новейшие исследования в области нумизматики (Труды ГИМ. Вып.198). — М., 1998. — С. 59-61.
- Коломенские чудеса цикла повестей о перенесении чудотворного образа Николы Заразского как исторический источник // Зарайские мученики — князь Феодор, княгиня Евпраксия и их сын Иоанн. Труды научно-богословской конференции, г. Зарайск, 12-13 декабря 1998 г. — М., 1999. — С. 57-66.
- Одна из первых находок вятических древностей // Российская археология. 1999. — № 4. — С. 221—224.
- Наместники Коломны XIV — первой трети XVI веков // Экономика, управление, демография русского города XV—XVIII вв.: история, историография, источники и методы исследования. Материалы международной конференции, Тверь, 28-31 января 1999 г. — Тверь, 1999. — С. 198—202.
- О датировке и атрибуции трех резных посохов XV века // III конференция «Города Подмосковья в истории российского предпринимательства и культуры». Доклады, сообщения, тезисы. Серпухов, 3-4 декабря 1999 г. — Серпухов, 1999. — С. 102—112.
- Развитие Коломны в XII—XV вв. на фоне урбанизационных процессов Руси: общее и особенное // Исторический город в контексте современности: Материалы региональной научной конференции. Вып. 4. — Нижний Новгород, 1999. — С. 15-18.
- Оборонительные сооружения Коломны XIV—XV вв. // Археологические памятники Москвы и Подмосковья. Вып.1 (Труды МИГМ. Вып.10). — М., 2000. — С. 56-71.
- О расположении детинца и размерах Коломны в XII—XIII вв. // Краеведческие записки: Сборник научных трудов Коломенского краеведческого музея. (Вып.1). — Коломна, 2001. — С. 27-35.
- Топография Соборной площади Коломенского кремля XII—XVIII вв. // История и культура Подмосковья: Проблемы изучения и преподавания. Тезисы докладов областной научно-практической конференции (Коломна, 17 апреля 2003 г.). — Коломна, 2003. — С. 56-57.
- Рыболовный промысел в Коломенском Поочье в XII—XVIII вв.: (по данным раскопок в Коломне) // Российская археология. — 2003. — № 4. — С. 129—138. (соавтор: Цепкин Е. А.)
- Брусенский в честь Успения Божией Матери женский монастырь // Православная энциклопедия. Т.6: Бондаренко — Варфоломей Эдесский. — М., 2003. — С. 276—279.
- Рыболовный промысел в XII—XVIII вв. (по данным раскопок в Коломне) // Российская археология. 2003. — № 4. — С. 129—138 (в соавт. с Е. А. Цепкиным).
- Казаков в Коломне // Университетские Петербургские чтения: 300 лет Северной столице. Сборник статей. СПб., 2003. — С. 715—722 (в соавт. с Н. Б. Мазуровой).
- Эволюция Коломны в XII—XIV веках: от малого города Древней Руси к домену великого князя московского // Русь в XIII веке: Древности темного времени. — М., 2003. — С. 83-91.
- Средневековое поселение Настасьино // Труды Подмосковной экспедиции Института археологии РАН. Т.2. — М.: ИА РАН. 2004. — С. 114—121.
- Монастырские подворья в Коломне XVI—XVIII вв. // Исторические чтения КГПИ. Вып.3. — Коломна, 2004. — С. 54-57.
- Белокаменное строительство в Московском княжестве (1325—1431 гг.): общая панорама развития // Битва на Воже — предтеча возрождения средневековой Руси. Сборник научных статей. Рязань, 2004. — С. 132—144.
- Город Лажечникова (изобразительные источники по топографии Коломны XVIII — первой трети XIX веков // Дом Лажечникова: Историко-литературный сборник. Вып.1. — Коломна, 2004. — С. 137—142.
- Древнейший некрополь Коломны XII века // Краткие сообщения Института археологии РАН. Вып.216. — М., 2004. — С. 88-96.
- Керамический импорт средневековой Коломны // Археология Подмосковья: Материалы научного семинара. Вып. 1. — М., 2004. — С. 285—308 (в соавт. с В. Ю. Ковалем).
- Куликовская битва и Коломна: предания и факты // «…В трубы трубят в Коломне…». Сборник материалов научно-практической конференции, посвященной 625-летию Куликовской битвы (Коломна, 7 сентября 2005 г.). Ч. 1. — Коломна, 2005. — С. 23-31.
- О Трех гравюрах XVII — начала XIX века с видами Коломны // «…В трубы трубят в Коломне…». Сборник материалов научно-практической конференции, посвященной 625-летию Куликовской битвы (Коломна, 7 сентября 2005 г.). Ч. 2. — Коломна, 2005. — С. 282—308.
- Жалованные грамоты Василия III коломенскому Богородице-Рождественскому Бобреневу монастырю 1508 года на земельные владения, городское подворье, луга и пахотные земли // История и культура Подмосковья: проблемы изучения и преподавания. Сборник материалов II областной научно-практической конференции (Коломна, 19 мая 2005 г.). — Коломна, 2005. — С. 144—146.
- Древнерусские кресты-энколпионы XII—XIII вв. из Коломны // Русь в IX—XIV вв.: Взаимодействие Севера и Юга. — М., 2005. — С. 78-84.
- К столетию начала археологического изучения Коломны // Великое княжество рязанское: Историко-археологические исследования и материалы. — М., 2005. — С. 288—298.
- Монетные находки XVI — начала XVIII веков из Михайловского раскопа в городе Коломна // Великое княжество рязанское: Историко-археологические исследования и материалы. — М., 2005. — С. 288—298 (в соавт. с С. И. Самошиным).
- Трубы трубят в Коломне… // Подмосковный летописец. 2005. — № 3(5). — С. 14-21.
- Новые материалы к генеалогии рода Ложечниковых (предков основателя жанра русского исторического романа И. И. Лажечникова) // Лажечников и Коломна. Сборник научных трудов. — Коломна : ККМ, 2005. — С. 5-10 (в соавт. с А. В. Барсуковой).
- О реализации плана регулярной застройки Коломны в конце XVIII века // Лажечников и Коломна. Сборник научных трудов. — Коломна : ККМ, 2005. — С. 68-75.
- Средневековые монетные гирьки и весы из раскопок в Коломне // Археология Подмосковья. Материалы научного семинара. Вып. 2. — М., 2005. — С. 75-77.
- Топография Брусенского монастыря в кремле г. Коломны (XVI—XVIII вв.) // Проблемы исторического регионоведения. Сборник научных статей. — СПб., 2005. — С. 101—113.
- Коломна эпохи Куликовской битвы (конца XIV — начала XV веков) // Куликовская битва в истории России. Сборник статей всероссийской научной конференции «Куликовская битва в истории России» (Москва, 12 октября 2005 г.). — Тула, 2006. — С. 228—247.
- Рецензия на книгу: Алексеев Л. В. Западные земли домонгольской Руси: очерки истории, археологии, культуры: в 2-х кн. — М., 2006. Кн.1. 289 с. Кн.2. 167 с. // Вестник РГНФ. 2008. — № 3. — С. 231—237 (в соавт. с В. В. Черкасовым).
- От племен к Руси Московской (в соавт. с А. Ю. Никандровым и К. Ю. Старых); Грады и городская жизнь; Ремесло и торговля; Дорога к храму // Подмосковье из века в век. Сборник исторических очерков. — М., 2006. — С. 60-81, 219—229, 325—335, 480—492.
- Григорий, преподобный Голутвинский // Православная энциклопедия. Т. 12. — М., 2006. — С. 532—534.
- Об одном темном месте в «Задонщине» // Куликовская битва в истории России. Сборник статей всероссийской научной конференции «Куликовская битва в истории России» (Москва, 12 октября 2005 г.). — Тула, 2006. — С. 110—123.
- Дьяковское поселение «Блюдечко» в Коломенском кремле // Вестник Коломенского государственного педагогического института. — Коломна, 2006. — № 1. — С. 34-46 (в соавт. с А. С. Сыроватко).
- Духовная грамота вдовы князя Владимира Андреевича Серпуховского Елены Ольгердовны // История Московского края: проблемы, исследования, новые материалы. Вып.1. Сборник научных статей V научно-практической конференции «Проблемы истории Московского края» (МГОУ, 28 марта 2006 г.). — М., 2006. — С. 42-67.
- Коломна — форпост при слиянии Москва-реки, Оки и Коломенки // Военно-исторический журнал. 2007. — № 8. — С. 35-37.
- Ликвидация Серпуховского удела и попытка его восстановления // Вестник КГПИ. Гуманитарные науки. — № 3(4). — Коломна, 2007. — С. 85-103 (в соавт. с А. Ю. Никандровым).
- Серпуховское удельное княжество в годы феодальной войны (вторая четверть XV в.) // История и культура Подмосковья: проблемы изучения и преподавания. Сборник статей III областной научно-практической конференции. (Коломна, 27 сентября 2007 г.). — Коломна, 2007. — С. 59-96 (в соавт. с А. Ю. Никандровым).
- Город Коломна и великая княгиня Евдокия // Духовный путь Московской Руси. Материалы конференции, посвященной 600-летию со дня блаженной кончины преп. Евдокии-Ефросинии, вел. княгини Московской. — М., 2007. — С. 100—116.
- Начало археологического изучения Коломны // Вестник КГПИ. Гуманитарные науки. Вып. 3(4). — Коломна, 2007. — С. 111—146.
- О датировке и исторической географии жалованной грамоты Олега Рязанского Ольгову монастырю // История и культура Подмосковья: проблемы изучения и преподавания. Сборник материалов III областной научно-практической конференции, Коломна, 27 сентября 2007 г. — Коломна, 2007. — С. 96-103.
- Синодик коломенского Старо-Голутвина монастыря начала XVIII века как исторический источник // Вестник КГПИ. Гуманитарные науки. Специальный вып, посвященный всерос. Дню славянской письменности и культуры (Коломна, 24 мая 2007 г.). — № 1 (2). — Коломна. 2007. — С. 61-103 (в соавт. с Н. Б. Мазуровой).
- Когда князь Владимир Андреевич Храбрый составил свой завещание? // Города Центральной России в истории предпринимательства и культуры: III научно-практической конференции, посвященной 90-летию Серпуховского музея. — Мелихово, 2008. — С. 257—264.
- Серпуховская ветвь Московского княжеского дома // Города Центральной России в истории предпринимательства и культуры: III научно-практической конференции, посвященной 90-летию Серпуховского музея. — Мелихово, 2008. — С. 230—256.
- Коломенский кремль по росписному списку 1678 года воеводы С. С. Потемкина // Вестник КГПИ. Гуманитарные науки. — № 2(6). — Коломна, 2008. — С. 7-19 (в соавт. с А. Н. Фроловым).
- Культура средневековой Коломны конца XIV — начала XV веков // Россия и славянский мир: история, язык, культура. Сборник научных трудов. -. — М., 2008. — С. 205—214.
- Двадцатилетие охранных археологических исследований Коломны: некоторые итоги // Коломна и Коломенская земля: история и культура. Сборник статей. — Коломна, 2009. — С. 7-22.
- «Не вели, государь, тому неправому чертежу верить!» (древнейший чертеж Коломны с окрестностями 1699 г.) // Коломна и Коломенская земля: история и культура. Сборник статей. — Коломна, 2009. — С. 302—311.
- Из истории рода коломенских землевладельцев Шерефетдиновых // Вестник МГОСГИ. Гуманитарные науки. — № 2 (10). 2010. — Коломна. — С. 38-41.
- История и археология коломенского посада // Коломенский Посад: концептуальные основы развития. Сборник статей. — Коломна, 2010. — С. 45-52.
- О садоводстве и разведении яблонь в Коломне // Коломенский Посад: концептуальные основы развития. Сборник статей. — Коломна, 2010. — С. 59-66.
- Наконечники стрел из раскопок в Коломне 1991—2008 гг. // История и культура Подмосковья: проблемы изучения и преподавания. Материалы IV областной научно-практической конференции (Коломна, 17 декабря 2009 г.). — Коломна, 2010. — С. 164—169 (в соавт. с Т. Н. Ульяновой).
- Новые данные о деятельности архиепископа Коломенского и Каширского Никиты // Вестник МГОСГИ. Гуманитарные науки. — № 2 (10). — Коломна, 2010. — С. 49-52 (в соавт. с С. В. Кулемзиным).
- О датировке первого завещания великого князя Дмитрия Донского // Древняя Русь. Вопросы медиевистики. 2011. — № 3, ч.2 (сент.). — С. 76-77.
- Государев дьяк Андрей Шерефединов и его род // Российская история. 2011. — № 2. — С. 77-92.
- Основания, содержание, цели светского образования в современной России // Образование в XXI веке: стратегии и приоритеты. Материалы международной научно-практической конференции (Москва, 26-28 мая 2008 г.). — М., 2011. — С. 264—275.
- Взлеты и падения государственного деятеля последней трети XVI — начала XVII века: государев дьяк Андрей Шерефединов // Смутное время и земские ополчения в начале века: к 400-летию создания Первого ополчения под предводительством П. П. Ляпунова. Сборник статей Всероссийской научной конференции, Рязань, 11-12 апреля 2011 г. Рязань, 2011. — С. 129—142.
- Дети Дмитрия Донского // Российская история. 2012. — № 4. — С. 94-107.
- Владимир Андреевич Храбрый: политик, воин, донатор, семьянин // Куликовская битва в истории России. Материалы международной научной конференции, посвященной 630-летнему юбилею Куликовской битвы (Москва — Куликово поле, 13-15 октября 2010 г.). Вып. 2. — Тула, 2012. — С. 47-56 (в соавт. с А. Ю. Никандровым).
- Семья великого князя Дмитрия Донского // Куликовская битва в истории России. Материалы международной научной конференции, посвященной 630-летнему юбилею Куликовской битвы (Москва — Куликово поле, 13-15 октября 2010 г.). Вып. 2. — Тула, 2012. — С. 7-28.
- Этнокультурные контакты Руси и Золотой Орды во второй половине XIV в.: по материалам производства красной лощеной керамики в Коломне // Куликовская битва в истории России. Материалы международной научной конференции, посвященной 630-летнему юбилею Куликовской битвы (Москва — Куликово поле, 13-15 октября 2010 г.). Вып. 2. — Тула, 2012. — С. 100—111 (в соавт. с В. В. Черкасовым).
- Первое знакомство с археологией Коломны: эпизодические находки и исследования XVIII — начала XX вв. // История и культура Подмосковья: проблемы изучения и преподавания. Материалы V областной научно-практической конференции. — Коломна, 2012. — С. 5-11.
- Род дьяков Мишуриных в XVI веке // Российская история. 2013. — № 5. — С. 105—121.
- Раскопки К. Я. Виноградова в Коломне в 1935 г. // Вестник МГОСГИ. Гуманитарные науки. — № 1(13). — Коломна, 2013. — С. 22-33.
- Об особенностях применения хронологических стилей на Руси в конце XIV — начале XV вв. // Региональная история Центральной России: проблемы изучения и преподавания. Материалы всероссийской научно-практической конференции (Коломна, 5 декабря 2013 г.). — Коломна, 2014. — С. 5-13.
- Отражение темы репрессий в школьных учебниках истории // Равнина русская. Опыт духовного сопротивления. Материалы международной научно-практической конференции (Москва, 31 января — 2 февраля 2013 г.). — М., 2014. — С. 184—206 (в соавт. с Т. М. Жирковой).
- Комментарий к отрывкам из сочинений А. Олеария «Описание путешествия голштинского посольства в Московия и Персию» и Павла Алеппского «Путешествие Антиохийского патриарха Макария в Россию в половине XVII века» // Езда в Коломну / Подг. текста и комм. В. Викторовича, Н. Ватника, Е. Ломако, А. Мазурова. Коломна : Лига, 2015 (Серия «Коломенский текст»). — С. 335—380.
- Семья великого князя Дмитрия Донского и Евдокии Дмитриевны // Некрополь русских великих княгинь и цариц в Вознесенском монастыре Московского Кремля. Материалы исследований в 4 томах. Т.2. Погребения XV — начала XVI века. -. — М., 2015. — С. 84-121.
- Освещение проблемы коллаборационизма в школьных учебниках и формирование исторического сознания молодежи // Вестник МГОСГИ. — № 1(17). 2015. Гуманитарные науки. — Коломна, 2015, С. 3-7 (в соавт. с О. И. Галкиной).
- Рецензия на книгу: Панова Т. Д. Историческая и социальная топография Московского кремля в середине XII — первой трети XVI века. — М.: Таус, 2013. 408 с. // Средневековая Русь. Вып.12. — М.: Индрик. 2016. — С. 349—355.
- Синодик-помянник коломенского Богородице-Рождественского Бобренева монастыря 1798 г. как исторический источник // Вестник Московского государственного областного социально-гуманитарного института. Гуманитарные науки. 2016. — № 2 (22). — С. 3-21 (в соавт. с Н. Б. Мазуровой).
- Раскопки Н. П. Милонова в Коломне 1935—1936 гг. // Вестник Государственного социально-гуманитарного университета. Гуманитарные науки. 2017. — № 1 (25). — С. 3-62.
- Когда основана Коломна? // Подмосковный летописец. Историко-краеведческий альманах. — № 2 (52). 2017. — С. 2-7.
- Первое знакомство с археологией Коломны // Единорог: Историко-краеведческий альманах. Вып.1(2) / Коломенский клуб краеведов. — Коломна : Инлайт, 2017. — С. 93-130.
- Северо-Восточная Русь под игом Орды. Возвышение Московского княжества. Формирование единого Русского государства // История России: в 4 т. Т.1. Генезис и эволюция русской государственности (до конца XVII века): Коллективная монография / Под ред. Н. А. Омельченко, отв. ред. С. В. Перевезенцев. — М.: Инфра-М. 2018. 681 с.
- Коломенские «потехи» Ивана Грозного 1546 г.: новые штрихи к портрету юного великого князя // Российская история. 2018. — № 1. — С. 22-31.
- Коломна и выходцы из Золотой Орды и татарских ханств в XIV—XVI вв. // Ислам в Московском регионе. Доклады Второй межрегиональной научной конференции. — Коломна, 6 сентября 2018 г. / Отв. ред. Р. Р. Аббясов. — М.: Исламская книга. 2018. — С. 22-33.
- Архитектурно-археологические исследования в Коломне (1947—1984 гг.) // Вестник Государственного социально-гуманитарного университета. 2019. — № 1(33). — С. 3-45.
- «Летописец архиереев города Коломны» как исторический источник // Чтобы не перестала память родителей наших и наша, и свеча бы не угасла…. к 70-летию Николая Михайловича Рогожина. Институт Российской истории РАН. — Москва, 2019. — С. 97-107 (в соавт. с С. В. Кулемзиным).
- К вопросу о концепции создания единой воспитательной системы в школах Подмосковья // Человеческий капитал. 2019. — № 2 (122). — С. 85-92 (в соавт. с С. А. Коптюбенко, Г. С. Вяликовой, Т. В. Яковлевой, А. В. Леоновой, Н. Ф. Губановой).
- День нашей победы // Великая победа: наследие и наследники. XVII Московские областные Рождественские чтения. 2019. — С. 7-15.
- О датировке Коломенского списка Толковой Палеи // Чтобы не перестала память родителей наших и наша, и свеча бы не угасла…. к 70-летию Николая Михайловича Рогожина. Институт Российской истории РАН. — Москва, 2019. — С. 11-20.
- Существовала ли в XIII—XV вв. чудотворная икона Николы Корсунского (Зарайского)? // Палеоросия. Древняя Русь: во времени, в личностях, в идеях. 2020. — № 1 (12). — С. 140—158.
- Подписное белокаменное надгробие 1522 г. из с. Чаплыгино древнего Коломенского уезда: локальный, просопографический и социальный контекст // Вестник Государственного социально-гуманитарного университета. 2021. — № 1 (41). — С. 17-28.
- Коломна в XIII–XV вв. // Институт археологии РАН, Институт российской истории РАН. Русь в XIII–XV веках. Новые открытия в области археологии и истории : сборник статей. — М.: Индрик, 2021. — С. 196—222. — ISBN 978-5-91674-655-6.

- Средневековая Коломна в XIV — первой трети XVI вв. : Комплекс. исслед. региональных аспектов становления единого русского государства / Отв. ред. В. Л. Янин; Коломен. гос. пед. ин-т. — М.: Александрия, 2001. — 542, [52] с. — ISBN 5-94460-001-2.
- Русский удел эпохи создания единого государства: Серпуховское княжение в середине XIV - первой половине XV вв. / Отв. ред. акад. В. Л. Янин; Рец.: П. Г. Гайдуков, Н. М. Рогожин, В. В. Шилов; Коломенский государственный педагогический институт. — М.: Инлайт, 2008. — 276 с. — 1500 экз. — ISBN 978-5-98492-064-3. (в пер.) (соавтор: Никандров А. Ю.)
- Храм Николы Гостиного в Коломне. — Коломна: «Лига», 2009. — 120 с. — ISBN 978-5-98932-007-3
- Коломенский кремль — символ России и Подмосковья: история выдающегося памятника русского оборонного зодчества. — Коломна, «Лига», 2015. — 160 с.